# Сиријус
Сиријус (αCMa) је најсјајнија звезда ноћног неба посматрано са Земље, са привидном величином (магнитудом) од −1,47. Налази се у сазвежђу Велики пас (Canis Maior). Сиријус је видљив зими, у касну јесен пред јутро и у рано пролеће након сумрака, и то са целе јужне полулопте и са северне полулопте на географским ширинама не већим од 75°. Координате су му: 6 сати 43 минуте (ректасцензија) и -16° 35' (деклинација). На зимском небу се може најлакше пронаћи уколико пратимо праву одређену трима звездама у појасу сазвежђа Орион ка југоистоку. Свако небеско тело, на ноћном небу, сјајније од Сиријуса је засигурно планета (уколико се не ради о метеору, комети, авиону...). Звезда Сиријус је удаљена од нас 8,7 с. г., док годишња паралакса ове звезде износи 0,375".
Сиријус је бела звезда, спектралне класе А. Релативно је млада звезда. Близу сазвежђа Велики Пас у коме је Сиријус, налази се сазвежђе Мали Пас (Canis Minor). По митологији ова два пса верно прате Ориона, великог ловца. Орион се налази испред ова два сазвежђа, тако да сва три заузимају велики део неба, на коме су многи занимљиви објекти за астрономска посматрања. Позната је и под народним називом Воларица.
Сиријус изгледа светло због своје унутрашње луминозности и близине Сунчевом систему. На удаљености од 2,64 pc (8,6 ly), систем Сиријус је један од најближих суседа Земље. Сиријус се постепено приближава Сунчевом систему, те се очекује да ће у наредних 60.000 година благо повећати светлину. Након тог времена, његова удаљеност ће почети да се повећава и постаће све мање сјајан, али ће наставити да буде најсјајнија звезда на ноћном небу Земље отприлике следећих 210.000 година.